# Solenopsis sea
Solenopsis sea é uma espécie de formiga do gênero Solenopsis, pertencente à subfamília Myrmicinae.